# Melipotis indistincta
Melipotis indistincta là một loài bướm đêm trong họ Erebidae.